# Ansperto
Ansperto, forse della famiglia dei Confalonieri (Biassono, ... – Milano, 7 dicembre 881), fu arcivescovo di Milano dall'868 all'881.

## Biografia
Nato a Biassono, come semplice diacono ebbe modo di godere della fiducia dell'imperatore Ludovico II che gli donò i beni di Ansprando, assassino del fratello del monarca.
Il 26 giugno 868 venne nominato arcivescovo di Milano.  Secondo una tradizione iniziata da Goffredo da Bussero e durata almeno fino al XIX secolo, egli veniva presentato come membro della famiglia aristocratica milanese dei Confalonieri. In effetti, tra le prime opere del suo episcopato, gli viene attribuita la fondazione della chiesa di san Pietro d'Agliate, paese che sarebbe poi stato annoverato tra i possedimenti della famiglia Confalonieri.
Uomo di cultura, seguendo l'esempio del proprio predecessore si avvalse dei monaci irlandesi di Tours per fondare lo "scriptorium" arcivescovile di Milano, dove venivano prodotti eleganti codici miniati molto apprezzati.
Sotto il regno di Ludovico II ricoprì l'importante ruolo di missus dominicus. Il 12 agosto 875, Ansperto fu a Brescia dove era appena morto l'imperatore: si occupò di trasferire la salma del monarca a Milano e della sua sepoltura nella basilica di sant'Ambrogio, ove ancora oggi è conservata l'iscrizione sepolcrale. Secondo la "Storia di Milano" di Pietro Verri questa requisizione della salma sarebbe stata rocambolesca: Ansperto l'avrebbe trafugata segretamente al rifiuto opposto dai monaci bresciani per riportarla a Milano.
Il 31 gennaio 876, Ansperto partecipò all'incoronazione di Carlo il Calvo a re d'Italia, tenutasi a Pavia, ricevendo poco dopo dalle mani regie alcuni beni terrieri nei paesi di Cavenago, Vimercate e Ornago.
Nel luglio 877 partecipò a un Concilio a Ravenna, presieduto dal papa Giovanni VIII: in tale concilio si stabilì l'obbigo per gli arcivescovi e patriarchi di richiedere il pallio al pontefice, alla cui concessione sarebbero stati subordinati i diritti di metropolia. Ansperto ottenne per Milano il diritto di richiedere e ricevere il pallio attraverso dei legati, evitando il viaggio sino a Roma.
Dopo la morte di Carlo il Calvo (877) Anselmo fu in conflitto con Giovanni VIII, che favoriva come re d'Italia Bosone I di Provenza, laddove l'arcivescovo di Milano, e insieme a lui i presuli di molte città dell'Alta Italia, supportavano il carolingio Carlomanno di Baviera. Il 2 dicembre 878 Ansperto ricevette un richiamo da parte di papa Giovanni VIII per non aver partecipato ad un sinodo tenutosi a Pavia, senza fornire adeguate giustificazioni per la propria assenza, e il 1º maggio 879 fu scomunicato per non essersi nuovamente presentato, insieme a molti dei suoi suffraganei. Il 12 ottobre dello stesso anno, in un terzo Concilio a Roma, Giovanni VIII dichiarò Ansperto deposto, peraltro senza ottenere reazioni apprezzabili tra il clero milanese, fedele al suo presule. Persino l'imperatore Carlo il Grosso cercò di mettere pace tra i due ecclesiastici, ma senza esito. In questo periodo a Milano venne composta la Vita e meriti di S. Ambrogio, un testo agiografico che si rifaceva a precedenti storici per difendere l'indipendenza della sede arcivescovile ambrosiana contro ingerenze esterne.
In occasione dell'incoronazione di Carlo III a re d'Italia (6 gennaio 880) Ansperto e Giovanni VIII si incontrarono a Ravenna e si rappacificarono, ciascuno riconoscendo la reciproca autorità ecclesiastica.
Ansperto morì a Milano il 7 dicembre 881 e venne sepolto nella basilica di Sant'Ambrogio. Sulla sua stele sono ricordate alcune delle sue opere: "[...] Alla città a lui affidata restituì, sollecito, le mura distrutte; restaurò la casa di Stilicone; quanti sacri templi e con quanto sudore rifece! Ricostruì gli atri e, prima di essi, le porte; infine dedicò una chiesa e una dimora a San Satiro, donando al sacro luogo tutti i suoi averi, perché in eterno sostentino otto monaci [...]".

## Successione apostolica
La successione apostolica è:
- Vescovo Giuseppe (879)